# 이정준 (1982년)
이정준(1982년 7월 27일 ~ )은 대한민국의 배우이다.

## 출연작

### 영화
- 《뷰티풀 데이즈》 (2018년) - 중국인만취손님 역
- 《꿈은 이루어진다》 (2010년) - 리두익 전사 역
- 《식객: 김치전쟁》 (2010년) - 요리사 3 역
- 《애자》 (2009년) - 홈쇼핑 AD 역

### 드라마 & 시트콤
- 《아이돌마스터.KR - 꿈을 드림》 (2017년, SBS funE) - 파파라치 역
- 《가족의 비밀》 (2014년, tvN) - 한정훈 역
- 《웃어요, 엄마》 (2010년, SBS)
- 《꽃보다 남자》 (2009년, KBS2) - 공수표 역

### 뮤직비디오
- 2AM - 친구의 고백

### 광고
- 삼성증권